# Gran sábado gran
Gran sábado gran era un programa de televisión chileno, emitido por Canal 9 de la Universidad de Chile entre 1966 y 1968. Era presentado por Alejandro Michel Talento, y se convirtió en el primer programa que compitió con Sábados gigantes de Canal 13.
El programa se inició el 9 de abril de 1966, y era producido, dirigido y presentado por Alejandro Michel Talento. Tenía una duración cercana a las cuatro horas, emitiéndose entre las 15:00 y 19:00 (hora local).
El programa estaba dividido en diversas secciones, que incluían presentaciones artísticas, entrevistas y concursos. Algunas secciones eran: Apúntele a Philips (concurso), Show Juvenil (musical, presentado por Juan La Rivera), Un piano en la cocina (música y recetas de cocina, presentado por Roberto Inglez), Hollywood a Go Go (musical), Gran peña gran (folklore), y Tele gol (deportes, emitido entre mayo de 1967 y mayo de 1968).
Gran sábado gran competía de manera directa con Sábados gigantes, presentado por Don Francisco; sin embargo, no existen mediciones de audiencia que indiquen una determinada preferencia hacia uno de los dos programas. La última emisión de Gran sábado gran ocurrió en julio de 1968, luego que Michel Talento retornara a Colombia tras la paralización y huelga que vivió Canal 9 y la Universidad de Chile desde el 25 de mayo de dicho año.